# Amigos del carbón
Los Amigos del carbón (en inglés: Friends of coal) es un grupo de presión que funciona en varios estados y trabaja en estrecha colaboración con las organizaciones estatales de la industria del carbón.
Fue fundada en Virginia Occidental por la industria del carbón como una contramedida ante los movimientos de base de justicia ambiental, durante el verano de 2002, durante los debates sobre la legislación relativa a los límites de peso en las carreteras de Virginia Occidental para los camiones que transportan carbón.
La organización fue creada después de que Warren Hylton, un operario de la minería del carbón, hiciera un comentario sobre cómo deberían pedir ayuda a sus amigos. Una empresa de mercadotecnia llamada Charles Ryan Associates ayudó a crear la columna vertebral de la organización. Posteriormente, amplió sus esfuerzos para mejorar la imagen de la industria del carbón y vincular a la industria del carbón con la identidad económica y social de las personas que viven cerca de las minas de carbón, como parte de este último esfuerzo, patrocina eventos locales como exhibiciones de vehículos y eventos deportivos. Friends of Coal también trata de crear puestos de trabajo para las generaciones venideras. Los amigos del carbón es una organización controvertida debido a su postura en favor del carbón.

## Actividad
La Universidad Marshall y la Universidad de Virginia Occidental jugaban un torneo anual de fútbol americano patrocinado por los amigos del carbón y conocido como Friends of Coal Bowl, que fue cancelado en 2012, los amigos del carbón patrocinan exhibiciones de automóviles y venden placas de matrícula, también ofrecen becas académicas para estudiantes que tengan un familiar trabajando en la industria del carbón, estos patrocinios son controvertidos y las universidades han sido criticadas por su apoyo a la industria del carbón.

## Damas auxiliares de los Amigos del carbón
Esta organización femenina fue fundada en Beckley, Virginia Occidental, en 2009, por Regina Fairchild, y tiene como objetivo ayudar a la industria del carbón, también participa en obras de beneficencia y apoya a las fuerzas armadas estadounidenses.